# ایپون سئوی ناگه
ایپون سئوی ناگه (به ژاپنی: 一本背負投)-(به انگلیسی: Ippon seoi nage) یکی از فنون و تکنیک‌های دستهٔ ناگه-وازا رشتهٔ ورزشی جودو است که در زیردستهٔ ته-وازا دسته‌بندی می‌شود.